# ターボル - ラジツェ線
ターボル - ラジツェ線（ターボル ラジツェせん、チェコ語: Železniční trať Tábor–Ražice）は、チェコ国鉄の鉄道線の名称である。路線番号は201。
1889年にかけて、チェコ・モラヴァ連絡鉄道によって開業した。2018,19年度に限りり、ピーセク町 - プチム間が190号線、201号線の二重戸籍区間となっていた。

## 運行形態
快速と普通について説明する。

### 快速「スピェシニー(Sp)」
- ターボル - ラジツェ - ストラコニツェ　【平日運行】
2時間に1本の運行。ラジツェ以南は190号線に直通する。
2019年以前は、休日の夕方片道1本のみ、ホルニー・ツェレケフ→ターボル→ラジツェ→プロチヴィーンの系統が運行していた。ターボル以東は224号線から直通していた。また、ボジェヨヴィツェ、ブラニツェ、ピーセク南駅、プチムを通過していた。2024年度以前は、一部がチェルヴェナーに停車していた。

### 普通
- ターボル - ピーセク ( - ラジツェ)
2時間に1本の運行。平日はほとんどがピーセク発着で、ピーセク以南のローカル輸送は快速が担っている。休日はストラコニツェ発着で、ラジツェ以西は190号線に直通する。ごく一部が200号線に直通する。
2019年以前は、平日もラジツェ発着であった。2024年度以前は、休日のほとんどがラジツェ止まりであった。

- 過去の運行系統
  - ピーセク町 - ピーセク - プロチヴィーン - ティーン　【夏季の年5日運行】　※KPTレール社による運行
年5日（土曜日）、一日2往復が運行していた。ピーセク以南は200号線に直通していた。2020年に限り運行していた。
  - ピーセク - ラジツェ - チェスケー・ブヂェヨヴィツェ　【平日運行】
2020年度に運行を開始し、一日あたり2-4往復運行していた。ラジツェ以南は190号線に直通していた。
2020年末に、南行片道1本のみの運行となった。
2022年度限りで休止。

### 臨時列車
- 旧型気動車（快速）
夏の年1日、プラハ - ターボル - ピーセク間に1往復運行する。ターボル以北は220号線に直通する。ターボル - ピーセク間ノンストップ。2018年運行。
上記と同じ日に、チェルヴェナー - ピーセク間にも1往復運行する。途中ノンストップ。2018年運行。

### 過去の運行種別
- 特急「リフリーク(R)」
ピーセク町 - ピーセク - チェスケー・ブヂェヨヴィツェ
平日のみ、一日2.5往復が運行していた。ピーセク以南は200号線に直通していた。2019年末に運行休止。

## 駅一覧
以下では、チェコ国鉄201号線の駅と営業キロ、停車列車、接続路線などを一覧表で示す。
- 種別
  - Sp：快速
  - Os：普通
- 停車駅
  - ■印：全列車停車
  - ｜印：全列車通過

| 路線名 | 駅名                                 | 駅間営業キロ | 累計営業キロ | Sp | Os | 接続路線                                                                                                | 所在地       | 所在地     |
| ------ | ------------------------------------ | ------------ | ------------ | -- | -- | --- | ------------ | ---------- |
| 201    | ターボル駅                           | -            | 0.0          | ■  | ■  | 202号線（ベヒニェ方面） 220号線（プラハ方面、ブヂェヨヴィツェ方面） 224号線（ホルニー・ツェレケフ方面） | 南ボヘミア州 | ターボル郡 |
| 201    | ナサヴルキ駅                         | 5.7          | 5.7          | ｜ | ■  | | 南ボヘミア州 | ターボル郡 |
| 201    | バルコヴァ・ルホタ駅                 | 3.1          | 8.8          | ｜ | ■  | | 南ボヘミア州 | ターボル郡 |
| 201    | メジルジーチー駅                     | 1.4          | 10.2         | ｜ | ■  | | 南ボヘミア州 | ターボル郡 |
| 201    | パダルジョフ駅                       | 3.5          | 13.7         | ○  | ■  | | 南ボヘミア州 | ターボル郡 |
| 201    | ボジェヨヴィツェ駅                   | 3.0          | 16.7         | ■  | ■  | | 南ボヘミア州 | ターボル郡 |
| 201    | セペコフ駅                           | 6.6          | 23.3         | ■  | ■  | | 南ボヘミア州 | ピーセク郡 |
| 201    | ミレフスコ駅                         | 3.6          | 26.9         | ■  | ■  | | 南ボヘミア州 | ピーセク郡 |
| 201    | リーシニツェ駅                       | 2.6          | 29.5         | ○  | ■  | | 南ボヘミア州 | ピーセク郡 |
| 201    | ブラニツェ駅                         | 2.9          | 32.4         | ■  | ■  | | 南ボヘミア州 | ピーセク郡 |
| 201    | ステフロヴィツェ駅                   | 1.9          | 34.3         | ○  | ■  | | 南ボヘミア州 | ピーセク郡 |
| 201    | イェチェチツェ駅                     | 2.8          | 37.1         | ○  | ■  | | 南ボヘミア州 | ピーセク郡 |
| 201    | チェルヴェナー・ナド・ヴルタヴォウ駅 | 2.6          | 39.7         | ｜ | ■  | | 南ボヘミア州 | ピーセク郡 |
| 201    | ヴラステツ駅                         | 5.3          | 45.0         | ｜ | ■  | | 南ボヘミア州 | ピーセク郡 |
| 201    | ザーホルジー駅                       | 4.0          | 49.0         | ｜ | ■  | | 南ボヘミア州 | ピーセク郡 |
| 201    | ヴルツォヴィツェ駅                   | 3.1          | 52.1         | ｜ | ■  | | 南ボヘミア州 | ピーセク郡 |
| 201    | ピーセク町駅                         | 3.8          | 55.9         | ■  | ■  | | 南ボヘミア州 | ピーセク郡 |
| 201    | ピーセク南駅(*1)                     | 2.3          | 58.2         | ■  | ■  | | 南ボヘミア州 | ピーセク郡 |
| 201    | ピーセク駅                           | 1.3          | 59.5         | ■  | ■  | 200号線                                                                                                 | 南ボヘミア州 | ピーセク郡 |
| 201    | プチム駅                             | 1.8          | 49.0         | ■  | ■  | 190号線（ブヂェヨヴィツェ方面）                                                                         | 南ボヘミア州 | ピーセク郡 |
| 201    | ラジツェ駅                           | 3.1          | 52.1         | ■  | ■  | 190号線                                                                                                 | 南ボヘミア州 | ピーセク郡 |

(*1) 2019年12月開業。